# Strange Peace
Strange Peace es el tercer álbum de estudio de la banda canadiense de rock: METZ, publicado el 22 de septiembre de 2017, por la compañía discográfica: Sub Pop.
El álbum fue producido por el productor y músico, miembro de los grupos Big Black y Shellac: Steve Albini.

## Lista de canciones
| Strange Peace (CD) |                          |          |  |
| N.º                | Título                   | Duración |  |
| 1.                 | «Mess of Wires»          | 3:29     |  |
| 2.                 | «Drained Lake»           | 3:05     |  |
| 3.                 | «Cellophane»             | 4:13     |  |
| 4.                 | «Caterpillar»            | 3:15     |  |
| 5.                 | «Lost in the Blank City» | 4:28     |  |
| 6.                 | «Mr. Plague»             | 2:39     |  |
| 7.                 | «Sink»                   | 3:50     |  |
| 8.                 | «Common Trash»           | 3:14     |  |
| 9.                 | «Escalator Teeth»        | 0:47     |  |
| 10.                | «Dig a Hole»             | 1:15     |  |
| 11.                | «Raw Materials»          | 5:57     |  |